# Monika Krawczyk
Monika Krawczyk (ur. 1972 w Olsztynie) – polska działaczka społeczności żydowskiej i adwokat.

## Życie i działalność
Z zawodu jest adwokatką. W latach 2004–2019 pełniła rolę dyrektorki zarządzającej Fundacji Ochrony Dziedzictwa Żydowskiego. W latach 2014–2018 brała udział w pracach Rady Społecznej przy Dyrektorze Muzeum Historii Żydów Polskich POLIN oraz w latach 2015–2017 należała do Rady Konsultacyjnej przy Mazowieckim Wojewódzkim Konserwatorze Zabytków. W okresie od stycznia do września 2019 piastowała funkcję przewodniczącej Związku Wyznaniowego Gmin Żydowskich w RP. W 2019 była kandydatką na stanowisko dyrektora Muzeum Historii Żydów Polskich POLIN.
Od 1 stycznia 2021 do 20 marca 2024, powołana przez ministra kultury i dziedzictwa narodowego Piotra Glińskiego, pełniła stanowisko dyrektorki Żydowskiego Instytutu Historycznego, zastępując na tym stanowisku Pawła Śpiewaka. 

## Odznaczenia
- Krzyż Oficerski Orderu Odrodzenia Polski (2010)[1]
- Medal „Powstanie w Getcie Warszawskim” Stowarzyszenia Żydów Kombatantów i Poszkodowanych w II Wojnie Światowej – za kultywowanie pamięci o bojownikach żydowskich i ofiarach Holocaustu (2011)[3]
- Nagroda Ministra Kultury i Dziedzictwa Narodowego (2019)[3]
- Odznaka Honorowa „Bene Merito” (2021)[4]